# Petar Konjović
Petar Konjović (srb. Петар Коњовић), srbski skladatelj, * 5. maj 1883, Čurug, Vojvodina, † 1. oktober 1970, Beograd, Srbija.

## Življenje
V kraljevini SHS je deloval kot inšpektor za glasbo na Ministrstvu za prosveto, med 1922 in 1926 je bil direktor zagrebške Opere, nato je bil upravnik gledališč v Osijeku, Splitu in Novem Sadu. Leta 1939 je postal profesor na Beograjski glasbeni akademiji, kjer je bil kasneje tudi njen rektor. 
Bil je tudi član Srbske akademije znanosti in umetnosti. 
Kot skladatelj je bil blizu glasbenemu izrazu Modesta Musorgskega, Leoša Janačka in rojaka Stevana Mokranjca. Pisal je različna dela, a je danes najbolj znan kot skladatelj oper. Operi Miloševa ženitev in Koštana sta bili na sporedu ljubljanske Opere leta 1927 oz. 1931.

## Opere
- Miloševa ženitev (tudi Vilin veo) (1903)
- Zetski knez (1929)
- Koštana (1931)
- Kmetje (1952)
- Domovina